# Huriti
Huriti (klinopisno 𒄷𒌨𒊑, Ḫu-ur-ri) so bili ljudstvo bronaste dobe na Bližnjem vzhodu. Govorili so huro-urartski jezik huritščino. Živeli so v Anatoliji, Siriji in severni Mezopotamiji. Največja in najvplivnejša huritska država je bilo kraljestvo Mitani, v katerem so vladajoči razred morda tvorili indo-iranski govorci. Prebivalstvo indoevropsko govorečega Hetitskega cesarstva v Anatoliji so v velikem številu tvorili tudi Huriti in imeli celo velik vpliv na hetitsko mitologijo. V starejši železni dobi so se Huriti asimilirali z drugimi ljudstvi. Njihove ostanke je podjarmilo njim sorodno ljudstvo, ki je ustanovilo državo Urartu. Sedanji Armenci so amalgam indoevropskih etničnih skupin s Huriti in Urarti.

## Jezik
Huritski jezik je zelo soroden urartskemu jeziku, ki se je govoril v kraljestvu  Urartu. Jezika tvorita huro-urartsko družino jezikov. Povezave te jezikovne družine z drugimi družinami jezikov so sporne, ker nobena predlagana povezava ni bila soglasno sprejeta.
Od 21. stoletja pr. n. št. do poznega 18. stoletja pr. n. št. je imela Asirija oblast nad kolonijami v Anatoliji, zato so Huriti, tako kot Hati in Lulubi, za pisanje v svojem jeziku okoli leta 2000 pr. n. št. privzeli asirski akadski klinopis.  Besedila v huritskem jeziku, pisana s klinopisom, so odkrili v Hatuši, Ugaritu (Ras Šamra) in enega od najdaljših v Amarnskih pismih. Slednja je pisal mitanski kralj Tušratta egipčanskemu faraonu Amenhotepu III. Do odkritja huritske tablice s hetistkim prevodom v Hatuši leta 1983, so bila Amarnska pisma edino dolgo besedilo, pisano v huritščini.

## Zgodovina

### Srednja bronasta doba
Huritska imena se v srednji bronasti dobi naključno pojavljajo v severozahodni Mezopotamiji in na ozemlju okoli sodobnega Kirkuka, Irak. Imena so bila dokazana v Nuziju, Urkešu in drugod. Huriti so se zatem infiltrirali in naselili na obsežnem loku obdelovalne zemlje, ki je segal od doline reke Habur na zahodu do gorovja Zagros na vzhodu. I.J. Gelb in E.A. Speiser sta prepričana, da so bili na tem ozemlju od davnine naseljeni vzhodnosemitsko govoreči  Asirci/Subari, Huriti pa so bili prišleki. Za Subare zdaj velja, da so bili Huriti ali vsaj huro-urartsko ljudstvo.

#### Urkeš
Dolina reke Habur je za tisočletje postala srce huritskga ozemlja.  Prvo znano huritsko kraljestvo je nastalo  okoli mesta Urkeš (sodobni Tell Mozan) v 3. tisočletju pr. n. št. Obstajajo dokazi, da je bilo  prvotno povezano z vzhodnosemitskim Akadskim kraljestvom v Mezopotamiji, kar kaže, da so imeli Huriti med vladavino Naram-Sina Akadskega  (okoli 2254–2218 pr. n.  št.) oblast trdno v svojih rokah. V regiji je cvetela bogata kultura, kar dokazujejo najdbe v  Tell Halafu in Tell Braku.  
Mesto Urkeš je imelo nekaj močnih sosedov. V nekem trenutku na začetku 2. tisočletja pr. n. št. je severozahodnosemitsko govoreče amoritsko kraljestvo Mari  podredilo Urkeš, da je postal vazalna država. V nenehnih bojih za oblast nad Mezopotamijo je druga amoritska dinastija uzurpirala prestol Starega Asirskega cesarstva, ki je od 21. stoletja pr. n. št. nadziralo  kolonije v huritskih, hatskih in hetitskih regijah vzhodne Anatolije. Konec 19. in v začetku 18. stoletja pr. n. št. so v Mariju in večini severovzhodnega Amurruja (Sirija) oblast prevzeli Asirci. Šamši-Adad I. je prestolnico svojega cesarstva preselil iz Ašurja v Šubat-Enlil  (sodobni Tell Leilan). 

#### Jamhad
V tem obdobju so se Huriti selili še bolj proti zahodu. Do leta 1725 so se naselili tudi v delih severne Sirije, tudi v Alalahu. Zapisi kažejo, da se je mešano amoritsko-huritsko kraljestvo Jamhad iz tega dela Sirije okoli leta 1600 pr. n. št. vojskovalo z zgodnjim hetitskim kraljem Hatušilijem I. Huriti so se naselili tudi v obalni regiji Adanija v državi Kizuvatna v južni Anatoliji. Jamhad je sčasoma oslabel v primerjavi z močnimi Hetiti, vendar je odprl vrata Anatolije za huritske kulturne vplive. Hetiti so bili v več stoletjih pod vplivom huritske in hatske kulture.

### Pozna bronasta doba

#### Mitani
Indoevropski Hetiti so se po porazu Jamhada še naprej širili na jug. Vojska hetitskega kralja Muršilija I. se je odpravila na pohod na Babilon, takrat majhno in šibko državo, in ga opustošila. Uničenje babilonskega kraljestva, prisotnost neambicioznih ali izolacionističnih kraljev v Asiriji, pa tudi uničenje kraljestva  Jamhad, so pripomogli k vzponu druge huritske dinastije. Njen prvi vladar je bil legendarni kralj Kirta, ki je okrog leta 1500 pr. n. št. ustanovil kraljestvo Mitani. Asirci so ga poznali pod imenom Hanigalbat/Ḫanigalbat,  Egipčani pa kot nhrn. Mitani je iz regionalnega kraljestva okoli doline reka Habur postal verjetno najmočnejše kraljestvo na Bližnjem vzhodu (okoli  1475–1365 pr. n. št.), potem pa ga je zasenčilo in nazadnje uničilo Srednje asirsko cesarstvo.
Nekaj teonimov, lastnih imen in mitansko izrazoslovje kažejo, da je imelo Mitansko kraljestvo indo-arijski vladajoči sloj, kar kaže, da je med indo-arijsko ekspanzijo na oblast v Mitaniju prišla indo-arijska elita.

#### Arrapha
Upadanje babilonske moči v 16. stoletju pr. n. št. je omogočilo ustanovitev drugega huritskega kraljestva. Huriti so naselili predele severovzhodno od Tigrisa  okoli sodobnega Kirkuka in ustanovili kraljestvo Arrapha. Izkopavanja v Jogan Tepeju, starodavnem Nuziju, so se izkazala kot eden od najpomembnejših virov znanja o Huritih. Huritski kralji Arraphe, kot sta bila Tešup in Itija, so že sredi 15. stoletja  pr. n. št. postali vazali velikega kralja Mitanija.  Kraljestvo Arrapha so uničili Asirci sredi 14. stoletja pr. n. št. Mesto samo je postalo eno od asirskih mest.

### Propad bronaste dobe
Do 13. stoletja pr. n. št. so druga ljudstva uničila vse huritske države, kraljestvo Mitani pa je uničila Asirija. Osrčje Huritov,  dolina reke Habur in jugovzhodna Anatolija,  je postalo provinca Srednjega asirskega cesarstva (1366–1020 pr. n. št.), ki je zavladalo velikemu delu Bližnjega vzhoda in Male Azije. Kaj se je zgodilo s Huriti ob koncu bronaste dobe, ni jasno. Nekateri znanstveniki  trdijo, da so  v zgodnji železni dobi živeli v Nairiju v Armenskem višavju, ki se približno ujema s provincama Van in Hakkari v sodobni Turčiji in zahodnem Azerbajdžanu. Kasneje je tudi Hairi osvojila Asirija. Zdi se, da se je huritsko prebivalstvo severne Sirije v naslednjih stoletjih odpovedalo svojemu jeziku v korist asirskega narečja  akadskega in kasneje aramejskega jezika.

### Urartu
Vakuum moči je omogočil nastanek nove močne države, katere vladarji so govorili urartsko, podobno kot pred njimi Huriti. Srednje asirsko cesarstvo je po osvojitvi huritsko-mitanskega kraljestva, Hetitskega cesarstva, porazu Frigijcev in Elamitov, osvojitvi Babilona, porazu Aramejcev v Siriji, osvojitvi severnega Irana in Kanaana ter izgonu Egipčanov iz večjega dela  Bližnjega vzhoda v poznem 11. stoletju pr. n. št. zašlo v stoletje relativnega upadanja. Urarti so izkoristili priložnost in v okolici jezera Van in Ararata  ustanovili močno kraljestvo Urartu. V 11. in 10. stoletju pr. n. št. se je kraljestvo sčasoma razširilo na ozemlje od Kavkaza na severu do severne meje Asirije in Irana na jugu. Obvladovalo je tudi  večino vzhodne Anatolije.
Asirija se je začela okoli leta 935 pr. n. št.  ponovno širiti in postala močna tekmica Urartuja. Urartu je nekaj časa uspešno odbijal asirski ekspanzionizem, vendar je od 9. do 7. stoletja pr. n. št. postopoma izgubljal ozemlje v korist Asirije. Preživel naj bi do 7. stoletja pr. n. št.,  potem pa ga je v celoti osvojilo Novo asirsko cesarstvo (911–605 pr. n. št.).
Novo asirsko cesarstvo se je sesulo v letih 620-605 pr. n. št. po nizu brutalnih državljanskih vojn, ki so državo oslabile do te mere, da ga je koalicija njegovih nekdanjih vazalov Medijcev, Perzijcev, Babiloncev, Kaldejcev, Skitov in Kimerijcev napadla in postopoma uničila. Urartu so v tem času opustošili indoevropsko govoreči skitski in kimerijski napadalci. Vazalni urartski kralj in kralj sosednje Lidije sta zaman prosila za pomoč obleganega asirskega kralja. Po padcu Asirije je Urartu v 6. stoletju pr. n. št. prišel pod oblast Medijskega cesarstva in nato njegovega naslednika Perzijskega cesarstva.
V 2. tisočletju  pr. n. št. je preko Kavkaza na urartsko ozemlje vdrl val indoevropsko govorečih prišlekov – Armencev. Alternativna  teorija trdi, da so bili Armenci avtohtona plemena na severnih obalah jezera Van ali na severnem obrobju Urartuja, morda Hajasani, Etuini in/ali Diauehi. Vsa omenjena plemena so znana samo iz  omemb sosednjih ljudstev - Hetitov, Urartov, in Asircev.  To teorijo podpirajo genetski in arheološki dokazi, ki kažejo na prisotnost  Indoevropejcev v Armeniji in vzhodni Turčiji od konca 3. tisočletja pr. n. št.
Trdi se, da so Protoarmenci prišli v stik z Urartujem že prej – v 3. ali 2. tisočletju pr. n. št., se pravi še pred nastankom Urartskega kraljestva. Urartska elita naj bi govorila urartsko, preprosto prebivalstvo pa naj bi govorilo več jezikov, tudi armensko.
V 6. stoletju pr. n. št. je regija prišla pod oblast armenske Orontidske dinastije. Zgleda, da so Huro-urarti približno takrat izginili iz zgodovine. Skoraj zagotovo jih je absorbirala indoevropska armenska populacija.

## Kultura in družba
Poznavanje huritske kulture temelji na arheoloških izkopavanjih v njihovih mestih,   kot sta Nuzi in Alalah, pa tudi na klinopisnih tablicah, predvsem iz Hatuše (sodobni Boghazköy, Turčija), središča hetitske civilizacije, na katero so močno vplivali Huriti. Tablice iz Nuzija, Alalaha in drugih mest s huritskim prebivalstvom, kot kažejo osebna imena, razkrivajo huritske  kulturne značilnosti, čeprav so napisane v akadščini. Huritski valjasti pečatniki so bili skrbno izrezljani in so pogosto vsebovali mitološke motive. Pečatniki so ključ za  razumevanje huritske kulture in zgodovine.

### Keramika
Huriti  so bili mojstrski keramiki. Njihovo keramiko pogosto najdemo tudi v Mezopotamiji in  deželah zahodno od Evfrata. V Novem egipčanskem kraljestvu so je cenili tudi oddaljeni Egipčani. Arheologi uporabljajo za huritsko keramiko, izdelano na lončarskem vretenu,  dve imeni: haburska in nuzijska keramika. Za habursko posodje  so značilne rdečkaste črte s trikotnim  geometrijskim vzorcem in pikami, medtem ko so za nuzijsko značilne zelo prepoznavne  oblike in rjava ali črna barva.

### Metalurgija
Huriti so bili vešči metalurgi. Domneva se, da je bil sumerski naziv za obdelovalca bakra tabira/tibira izposojen od Huritov in kaže, da so bili Huriti prisotni v Sumeriji pred njihovo prvo zgodovinsko omembo v akadskih virih. Z bakrom iz anatolskega  visokogorja se je trgovalo na jug do Mezopotamije. Središče trgovanja z bakrom, srebrom in celo kositrom iz huritske Kizuvatne in Išuve, je bila dolina reke Habur. Zlata je primanjkovalo. Iz Amarnskih pisem je razvidno, da so ga dobivali iz Egipta. Ohranjenih huritskih kovinskih izdelkov je zelo malo. Izjema so izdelki iz kasnejšega Urartuja. V Urkešu je bilo odkritih nekaj majhnih bronastih figuric levov. 

### Konjereja
Mitanci so bili tesno povezani s konji. Ime države Išuva, v kateri je verjetno živel številna huritska populacija, pomeni "dežela konj". Ime bi lahko imelo anatolske ali protoarmenske korene. Besedilo, odkrito v Hatuši, govori o šolanju konj. Mož, ki je bil odgovoren za njihovo šolanje, je bil Hurit Kikkuli. Izrazi, povezani s konji, vsebuje veliko indo-arijskih sposojenk.

### Glasba
Med hurirskimi besedili iz Ugarita so odkrili tudi najstarejše znane primere pisane glasbe, ki izvirajo iz okoli  1400 pr. n. št. Na drobcih so odkrili celo imena štirih huritskih skladateljev: Tapšiẖunija, Puẖije (Puhijana), Urẖije in Ammije.

### Religija
Huritska kultura je močno vplivala na religijo Hetitov. V Hetitsko cesarstvo se je razširila iz huritskega kultnega središča Kumani v Kizuvatni. Huritska verovanja so se razširila tudi v Sirijo, kjer je Baal postal Tešubov dvojnik. V kraljestvu Urartu so častili tudi bogove huritskega izvora. Huritska religija je v različnih oblikah vplivala na celoten stari Bližnji vzhod, razen Starega Egipta in južne Mezopotamije.
Glavni bogovi huritskega panteona so bili:
- Tešub (Tešup), mogočni bog vremena
- Hebat (Hepa), njegova žena, boginja mati, pri Hetitih boginja sonca, preslikana iz pobožene sumerske kraljice Kubabe
- Šaruma ali Saruma (Šarruma), njun sin
- Kumarbi, starodavni Tešubov oče; kot njegovo domovanje je v mitolologiji omenjeno mesto Urkeš
- Šauška alu Šavuška (Šauska), huritska dvojnica asirske Ištar in boginja plodnosti, vojne in zdravilstva
- Šimegi (Šimegi), bog sonca
- Kušuh (Kušuh), bog lune; v huritski ikonografiji se simbola sonca in lune združena
- Nergal; babilonsko božanstvo spodnjega sveta, katerega huritsko ime ni znano
- Ea; tudi on je bil babilonskega izvora in je morda vlival na kanaanskega Ela in ים (Jama), boga morja in rek

Na huritskih valjastih pečatnikih so pogosto upodobljena mitološka bitja, kot so krilati ljudje ali živali, zmaji in druge pošasti. Razlaga teh upodobitev bogov in demonov je nezanesljiva. Lahko bi bili  zaščitniški ali zli duhovi. Nekateri spominjajo na asirskega šeduja.
Zdi se, da huritski  bogovi niso imeli posebnih "domačih templjev", kot so jih imeli bogovi v mezopotamski in  staroegipčanski religiji. Pomembni kultni središči sta bili Kumani v Kizuvatni in hetitska Yazilikaya. Harran je bil kasneje versko središče luninega boga, Šauša pa je imela pomemben tempelj v Ninivah, ko je bilo mesto pod huritsko oblastjo. Nergalov tempelj je bil v poznem 3. tisočletju pr. n. št. zgrajen v Urkešu. V kraljestvu Mitani je bilo versko središče mesto Kahat. 
Huritski mit "Ulikumijeve pesmi", ohranjen med Hetiti, je vzporednica Heziodove Teogonije. Kronova kastracija Urana bi lahko izvirala iz Kumarbijeve kastracije Anuja, medtem ko je Zevsovo strmoglavljenje Krona in Kronovo izbruhanje pogoltnjenih bogov podobno huritskemu mitu o Tešubu in Kumarbiju. Domneva se, da čaščenje boginje Atis izvira iz huritskega mita. Frigijska boginja Kibela bi torej lahko bila dvojnica huritske boginje Hebat.

### Urbanizem
Huriti niso imeli veliko urbanih naselij. V 3. tisočletju pr. n. št. je bil edino huritsko mesto Urkeš. Iz 2. tisočletju pr. n. št. so znana huritska mesta Arrapha, Harran, Kahat, Nuzi, Taidu in Vašukani  - glavno mesto Mitanija.  Vašukani naj bi bilo najdišče Tell Fakhariya, kar pa ni zanesljivo, ker v dolini reke Habur noben noben tell (mestni grič) ne presega velikosti enega kvadratnega kilometra, večina lokacij pa je veliko manjših. Zdi se, da se je huritska urbana kultura precej razlikovala od kultur centraliziranih držav v Asiriji in Starega Egipta. To bi lahko bilo posledica fevdalne organizacije huritskih kraljevin, ki ni dovolila razvoja velikih dvornih  in tempeljskih posesti.

## Arheologija
Huritska naselja so razpršena po treh sodobnih državah: Iraku, Siriji in Turčiji. Srce huritskega sveta je bilo področje ob meji med sodobno Sirijo in Turčijo. Veliko naselij je v mejnem pasu, kar otežuje arheološka izkopavanja. Starodavna najdišča ogrožajo tudi številni načrti gradnje jezov v dolinah rek Evfrat, Tigris in Habur. Izvedenih je bilo že več reševalnih akcij, ko je gradnja jezov poplavila cele rečne doline.
Prva velika izkopavanja huritskih najdišč v Iraku in Siriji so se potekala v 1920. in 1930. letih. Vodila sta jih ameriški arheolog Edward Chiera v Yorghan Tepeju (Nuzi) in britanski arheolog  Max Mallowan v Čagar Bazarju in Tell Braku. Nadavno začeta izkopavanja in raziskave še potekajo. Izvajajo jih skupine ameriških, belgijskih, danskih, nizozemskih, francoskih, nemških in italijanskih arheologov z mednarodno podporo in sodelovanjem s  Sirskim uradom za starine. Telli ali mestni griči pogosto razkrivajo, da so bili naseljeni od kamene dobe do rimskega obdobja ali celo kasneje. Za določanje različnih naselitvenih plasti znotraj gomil je v veliko pomoč značilna huritska haburska  keramika. Večina huritskih naselij je iz srednje bronaste dobe do konca pozne bronaste dobe. Glavna izjema je Tell Mozan (Urkeš).

### Pomembna najdišča
Na seznamu je nekaj pomembnih starodavnih najdišč z območja, kjer so prevladovali Huriti.  Pomembna odkritja, povezana s huritsko kulturo in zgodovino,  izvirajo tudi iz Alalaha, Amarne, Hatuše in Ugarita.
- Tell Mozan (Urkeš)[25]
- Yorghan Tepe (Nuzi)[26]
- Tell Brak (Nagar)[27]
- Tell Leilan (Šehna in Šubat-Enlil) [28]
- Tell Barri (Kahat)[29]
- Tell Beydar (Nabada)[30]
- Kenan Tepe[31]
- Tell Tuneinir[32]
- Umm el-Marra (Tuba?)[33]
- Tell Chuera[34]
- Hammam al Turkman (Zalpa?)[35]
- Tell Sabi Abyad[36]
- Hamoukar[37]
- Čagar Bazar
- Tell el Fakhariya/Ras el Ayn (Vašukani ?)
- Tell Hamidiya (Taidu ?)[38]